# Campionato africano femminile di pallavolo 1991
Il V campionato africano femminile di pallavolo si è svolto nel 1991 a Il Cairo, in Egitto. Al torneo hanno partecipato 8 squadre nazionali africane e la vittoria finale è andata per la prima volta al Kenya.

## Squadre partecipanti
| - Camerun - Egitto - Etiopia - Ghana | - Kenya - Madagascar - RD del Congo - Tunisia |

## Classifica finale
| Classifica | Squadre      |
| ---------- | ------------ |
|            | Kenya        |
|            | Egitto       |
|            | Camerun      |
| 4          | Ghana        |
| 5          | Tunisia      |
| 6          | RD del Congo |
| 7          | Madagascar   |
| 8          | Etiopia      |